# Biancavilla
Biancavilla település Olaszországban, Szicília régióban, Catania megyében. Lakosainak száma 22 918 fő (2023. január 1.). Biancavilla Adrano, Belpasso, Bronte, Centuripe, Nicolosi, Paternò, Sant’Alfio, Santa Maria di Licodia, Castiglione di Sicilia, Randazzo, Zafferana Etnea, Maletto és Ragalna községekkel határos.

## Népesség
A település népességének változása:
| Lakosok száma | 24 040 | 23 948 | 22 918 |
|               | 2017   | 2018   | 2023   |